# 加古川辰藏
加古川 辰藏（かこがわ たつぞう、1884年（明治17年）2月3日 - 1945年（昭和20年）8月23日）は、兵庫県印南郡見土呂村（現・加古川市上荘町見土呂）出身の大相撲力士。本名は大西 福松。大阪相撲で活躍し最高位は大関。所属は小野川部屋。

## 略歴
辰丸の名で1903年（明治36年）5月序二段に出たのが初見。三段目で加古川と改名。1908年（明治41年）6月十両、1909年（明治42年）5月入幕。176cm90kgのソップ型ながら「踵に目がある」と言われたほど土俵際に強く、左からの投げと内掛けを得意とした。東京相撲との合併興行では太刀山や西ノ海、鳳を破ったこともある。
1912年（明治45年）5月小結、一度平幕に下がるが1915年（大正4年）1月関脇、この場所5勝3敗1分ながら翌1916年（大正5年）1月大関に登った。しかし病気で休場がちとなり2場所で陥落した。1917年（大正6年）1月関脇で6日目から出場し7日目に師名の八陣 秀五郎を名乗るが、6月場所の番付発表後に加古川 辰藏に戻した。
1920年1月限りで引退し加古川の名で一代頭取となり、師匠12代小野川（元横綱八陣調五郎）の廃業に伴い1921年（大正10年）6月から13代小野川となった。大阪大相撲協会の幹部として東西合併に尽力し、合併後も門弟育成、協会興隆に尽くした。1942年（昭和17年）1月限り廃業。1945年（昭和20年）8月23日61歳で死去。
幕内20場所　62勝58敗11分4預57休（大阪）